# NK Libre klein Topklasse 2017-2018

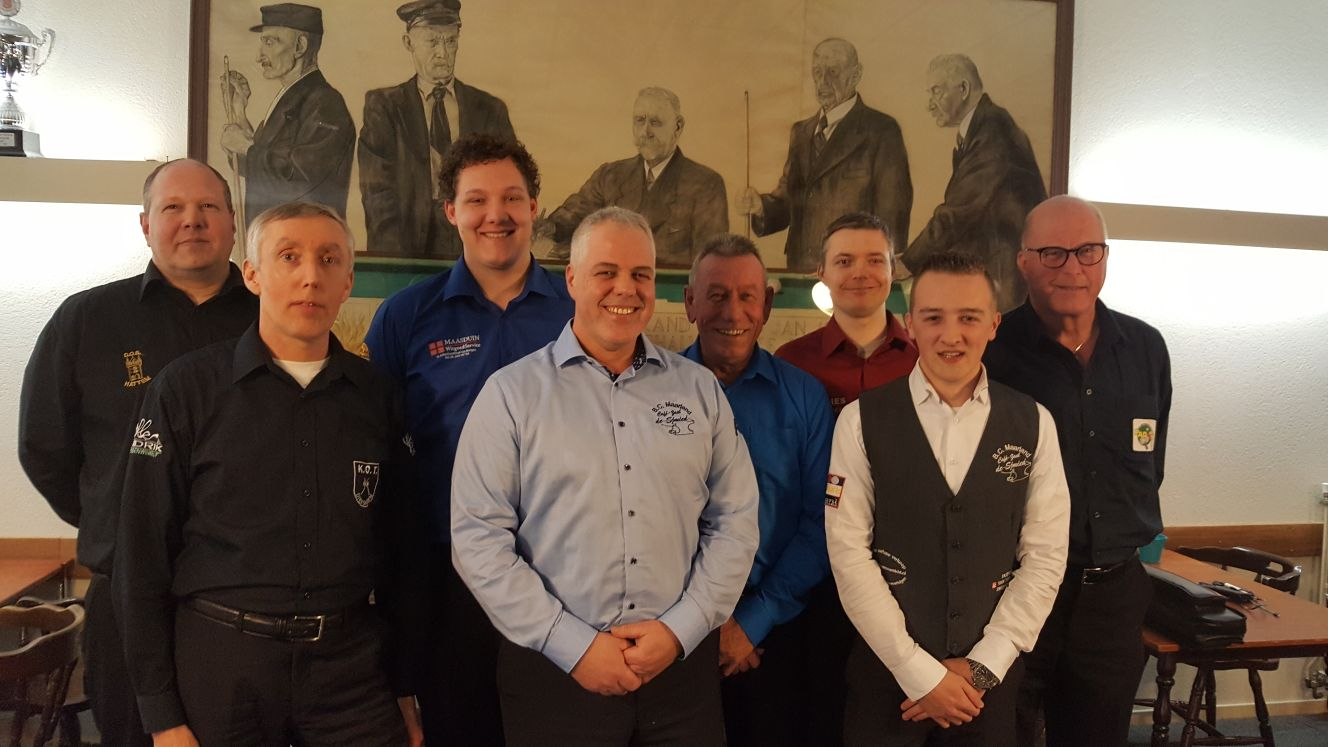
Deelnemers 2017-2018 (foto: Ellen Vriezen) Jurgen Toorneman, Willem Hummel, Daan Glissenaar, Maurice Sangen, Theo Derksen, René Bakker, Frank Diederen en Theo Zwarthoed.

Het 40e Nederlands kampioenschap biljarten in de spelsoort Libre klein Topklasse in het seizoen 2017/18 (moy. grenzen: 35,00-60,00) werd georganiseerd door biljartvereniging Horna in Hoorn.
De acht deelnemers plaatsten zich via kwalificatiewedstrijden die werden gespeeld in december 2017. Dertig spelers schreven in, vijf spelers trokken zich terug. De 25 overgebleven spelers werden verdeeld over vijf poules. Willem Hummel (63,63), Daan Glissenaar(60,86) en Frank Diederen(60,88) promoveerden daarin maar voor allen betrof dit een uitgestelde promotie waardoor zij aan deze finale konden deelnemen. Vier spelers degradeerden naar de overgangsklasse.
Er werd gespeeld op 4 biljarts Horemans op Iwan Simonis 300 rapide lakens met Super Aramith ballen volgens Systeem Avé. De arbitrage werd verzorgd door Peter Boers (Hoogvliet), Marina Scheffer (Pingjum), Marco Vonk (Hellevoetsluis), Jos Molenaar (Almelo), Irma Huisman (Hoorn), Martijn van Gerven (Loenen), Karrie Bos (Deventer) en Hans Hagens (Doesburg). Arie Klomp was namens de KNBB official van dienst.
De spelers moesten op de vrijdagavond om 18:30 uur aanwezig zijn. Frank Diederen kwam echter 7 minuten te laat, waarop de organisatie besloot hem te vervangen door 1e reserve Nick Dudink. Diederen ging daartegen in beroep en nam contact op met het bestuur van KNBB vereniging Carambole(KVC). Hem werd door de portefeuillehouder medegedeeld dat de organisatie in haar recht stond de reserve mee te laten spelen. Na ijlings gehouden ruggespraak binnen het bestuur van KVC, werd de wedstrijdleider verteld dat hij reglementair de juiste beslissing genomen had, maar hem werd desondanks niet-bindend verzocht het besluit terug te draaien en Diederen alsnog deel te laten nemen. Na enig overleg binnen de organiserende vereniging werd aan dat verzoek gehoor gegeven. Was dit niet gebeurd, zou dit kampioenschap waarschijnlijk niet zijn doorgegaan. De spelers hadden zich meteen achter Diederen geschaard en met uitzondering van één deelnemer aangegeven niet te spelen wanneer Diederen zou worden uitgesloten. Om 19:30 uur kon uiteindelijk worden begonnen met dit kampioenschap.

## Deelnemers
| NK Libre klein Topklasse 2017-2018 - PLAATSINGSLIJST | NK Libre klein Topklasse 2017-2018 - PLAATSINGSLIJST | NK Libre klein Topklasse 2017-2018 - PLAATSINGSLIJST | NK Libre klein Topklasse 2017-2018 - PLAATSINGSLIJST | NK Libre klein Topklasse 2017-2018 - PLAATSINGSLIJST | NK Libre klein Topklasse 2017-2018 - PLAATSINGSLIJST | NK Libre klein Topklasse 2017-2018 - PLAATSINGSLIJST | NK Libre klein Topklasse 2017-2018 - PLAATSINGSLIJST | NK Libre klein Topklasse 2017-2018 - PLAATSINGSLIJST | NK Libre klein Topklasse 2017-2018 - PLAATSINGSLIJST | NK Libre klein Topklasse 2017-2018 - PLAATSINGSLIJST | NK Libre klein Topklasse 2017-2018 - PLAATSINGSLIJST | NK Libre klein Topklasse 2017-2018 - PLAATSINGSLIJST | NK Libre klein Topklasse 2017-2018 - PLAATSINGSLIJST |
| RANG                                                 | SPELER                                               | GESP                                                 | PP                                                   | CAR                                                  | BRT                                                  | MOY                                                  | HS                                                   | VR POULE                                             | WOONPLAATS                                           | BONDSNR                                              | RMP                                                  | RMOY                                                 | RTOT                                                 |
| ---------------------------------------------------- | ---------------------------------------------------- | ---------------------------------------------------- | ---------------------------------------------------- | ---------------------------------------------------- | ---------------------------------------------------- | ---------------------------------------------------- | ---------------------------------------------------- | ---------------------------------------------------- | ---------------------------------------------------- | ---------------------------------------------------- | ---------------------------------------------------- | ---------------------------------------------------- | ---------------------------------------------------- |
| 1                                                    | W. Hummel (Willem)                                   | 4                                                    | 8                                                    | 1400                                                 | 22                                                   | 63,63                                                | 207                                                  | 123 Noordwest NL                                     | Burgerbrug                                           | 160230                                               | 2                                                    | 1                                                    | 3                                                    |
| 2                                                    | F. Diederen (Frank)                                  | 4                                                    | 4                                                    | 1035                                                 | 17                                                   | 60,88                                                | 350                                                  | 154 Kempenland                                       | Beek (L)                                             | 224237                                               | 10.5                                                 | 2                                                    | 12.5                                                 |
| 3                                                    | D. Glissenaar (Daan)                                 | 4                                                    | 8                                                    | 1400                                                 | 23                                                   | 60,86                                                | 343                                                  | 154 Kempenland                                       | Venlo                                                | 217178                                               | 2                                                    | 3                                                    | 5                                                    |
| 4                                                    | T. Zwarthoed (Theo)                                  | 4                                                    | 6                                                    | 1126                                                 | 22                                                   | 51,18                                                | 258                                                  | 149 Hertogenbosch                                    | Asperen                                              | 105359                                               | 5.5                                                  | 5                                                    | 10.5                                                 |
| 5                                                    | M. Sangen (Maurice)                                  | 4                                                    | 6                                                    | 1360                                                 | 27                                                   | 50,37                                                | 264                                                  | 140 West Brabant                                     | Lanaken                                              | 202927                                               | 5.5                                                  | 6                                                    | 11.5                                                 |
| 6                                                    | J. Toorneman (Jurgen)                                | 4                                                    | 6                                                    | 1348                                                 | 27                                                   | 49,92                                                | 330                                                  | 106 Zwolle e.o.                                      | Hattem                                               | 104910                                               | 5.5                                                  | 7                                                    | 12.5                                                 |
| 7                                                    | R. Bakker (René)                                     | 4                                                    | 5                                                    | 1359                                                 | 28                                                   | 48,23                                                | 220                                                  | 123 Noordwest NL                                     | Hoorn                                                | 109004                                               | 8                                                    | 8                                                    | 16                                                   |
| 8                                                    | T.H.J. Derksen (Theo)                                | 4                                                    | 8                                                    | 1400                                                 | 37                                                   | 37,83                                                | 349                                                  | 149 Hertogenbosch                                    | Grave                                                | 113442                                               | 2                                                    | 14                                                   | 16                                                   |
| R1                                                   | N.B.J. Dudink (Nick)                                 | 4                                                    | 6                                                    | 1272                                                 | 30                                                   | 42,40                                                | 284                                                  | 123 Noordwest NL                                     | Blokker                                              | 219155                                               | 5.5                                                  | 11.5                                                 | 16.5                                                 |
| R2                                                   | H.G.A.M. van den Hurk (Hein)                         | 4                                                    | 2                                                    | 848                                                  | 16                                                   | 53,00                                                | 341                                                  | 154 Kempenland                                       | Wintelre                                             | 121331                                               | 13.5                                                 | 4                                                    | 17.5                                                 |
| R3                                                   | H.A.R.L. Megens (Harold)                             | 4                                                    | 4                                                    | 1046                                                 | 22                                                   | 47,54                                                | 275                                                  | 149 Hertogenbosch                                    | Oss                                                  | 106330                                               | 10.5                                                 | 9                                                    | 19.5                                                 |
|                                                      |                                                      |                                                      |                                                      |                                                      |                                                      |                                                      |                                                      |                                                      |                                                      |                                                      |                                                      |                                                      |                                                      |

## Gespeelde partijen
| NK Libre klein Topklasse 2017-2018 - wedstrijden | NK Libre klein Topklasse 2017-2018 - wedstrijden | NK Libre klein Topklasse 2017-2018 - wedstrijden | NK Libre klein Topklasse 2017-2018 - wedstrijden | NK Libre klein Topklasse 2017-2018 - wedstrijden | NK Libre klein Topklasse 2017-2018 - wedstrijden | NK Libre klein Topklasse 2017-2018 - wedstrijden | NK Libre klein Topklasse 2017-2018 - wedstrijden | NK Libre klein Topklasse 2017-2018 - wedstrijden | NK Libre klein Topklasse 2017-2018 - wedstrijden | NK Libre klein Topklasse 2017-2018 - wedstrijden | NK Libre klein Topklasse 2017-2018 - wedstrijden | NK Libre klein Topklasse 2017-2018 - wedstrijden |
| SPELER                                           | PP                                               | CAR                                              | BRT                                              | MOY                                              | HS                                               | SPELER                                           | PP                                               | CAR                                              | BRT                                              | MOY                                              | HS                                               | R                                                |
| ------------------------------------------------ | ------------------------------------------------ | ------------------------------------------------ | ------------------------------------------------ | ------------------------------------------------ | ------------------------------------------------ | ------------------------------------------------ | ------------------------------------------------ | ------------------------------------------------ | ------------------------------------------------ | ------------------------------------------------ | ------------------------------------------------ | ------------------------------------------------ |
| Daan Glissenaar                                  | 0                                                | 71                                               | 6                                                | 11,83                                            | 58                                               | Theo Zwarthoed                                   | 2                                                | 350                                              | 5                                                | 70,00                                            | 218                                              | 1                                                |
| Jurgen Toorneman                                 | 2                                                | 350                                              | 6                                                | 58,33                                            | 242                                              | Maurice Sangen                                   | 0                                                | 36                                               | 5                                                | 7,20                                             | 14                                               | 1                                                |
|                                                  |                                                  |                                                  |                                                  |                                                  |                                                  |                                                  |                                                  |                                                  |                                                  |                                                  |                                                  | 1                                                |
| Willem Hummel                                    | 0                                                | 138                                              | 8                                                | 17,25                                            | 117                                              | Frank Diederen                                   | 2                                                | 350                                              | 9                                                | 38,88                                            | 284                                              | 1                                                |
| Theo Derksen                                     | 2                                                | 350                                              | 8                                                | 43,75                                            | 93                                               | René Bakker                                      | 0                                                | 259                                              | 9                                                | 28,77                                            | 90                                               | 1                                                |
|                                                  |                                                  |                                                  |                                                  |                                                  |                                                  |                                                  |                                                  |                                                  |                                                  |                                                  |                                                  |                                                  |
|                                                  |                                                  |                                                  |                                                  |                                                  |                                                  |                                                  |                                                  |                                                  |                                                  |                                                  |                                                  |                                                  |
| Theo Derksen                                     | 0                                                | 173                                              | 8                                                | 21,62                                            | 95                                               | Willem Hummel                                    | 2                                                | 350                                              | 4                                                | 87,50                                            | 198                                              | 2                                                |
| René Bakker                                      | 2                                                | 350                                              | 8                                                | 43,75                                            | 237                                              | Frank Diederen                                   | 0                                                | 44                                               | 4                                                | 11,00                                            | 29                                               | 2                                                |
|                                                  |                                                  |                                                  |                                                  |                                                  |                                                  |                                                  |                                                  |                                                  |                                                  |                                                  |                                                  | 2                                                |
| Maurice Sangen                                   | 0                                                | 239                                              | 7                                                | 34,14                                            | 177                                              | Daan Glissenaar                                  | 0                                                | 93                                               | 3                                                | 31,00                                            | 73                                               | 2                                                |
| Jurgen Toorneman                                 | 2                                                | 350                                              | 7                                                | 50,00                                            | 113                                              | Theo Zwarthoed                                   | 2                                                | 350                                              | 3                                                | 116,66                                           | 254                                              | 2                                                |
|                                                  |                                                  |                                                  |                                                  |                                                  |                                                  |                                                  |                                                  |                                                  |                                                  |                                                  |                                                  |                                                  |
|                                                  |                                                  |                                                  |                                                  |                                                  |                                                  |                                                  |                                                  |                                                  |                                                  |                                                  |                                                  |                                                  |
| Jurgen Toorneman                                 | 0                                                | 17                                               | 4                                                | 4,25                                             | 13                                               | Theo Zwarthoed                                   | 0                                                | 243                                              | 4                                                | 60,75                                            | 189                                              | 3                                                |
| Theo Derksen                                     | 2                                                | 350                                              | 4                                                | 87,50                                            | 165                                              | Frank Diederen                                   | 2                                                | 350                                              | 4                                                | 87,50                                            | 174                                              | 3                                                |
|                                                  |                                                  |                                                  |                                                  |                                                  |                                                  |                                                  |                                                  |                                                  |                                                  |                                                  |                                                  | 3                                                |
| René Bakker                                      | 0                                                | 286                                              | 5                                                | 57,20                                            | 211                                              | Daan Glissenaar                                  | 2                                                | 350                                              | 7                                                | 50,00                                            | 117                                              | 3                                                |
| Maurice Sangen                                   | 2                                                | 350                                              | 5                                                | 70,00                                            | 119                                              | Willem Hummel                                    | 0                                                | 44                                               | 7                                                | 6,28                                             | 15                                               | 3                                                |
|                                                  |                                                  |                                                  |                                                  |                                                  |                                                  |                                                  |                                                  |                                                  |                                                  |                                                  |                                                  |                                                  |
|                                                  |                                                  |                                                  |                                                  |                                                  |                                                  |                                                  |                                                  |                                                  |                                                  |                                                  |                                                  |                                                  |
| Daan Glissenaar                                  | 1                                                | 350                                              | 13                                               | 26,92                                            | 200                                              | Theo Zwarthoed                                   | 2                                                | 350                                              | 3                                                | 116,66                                           | 299                                              | 4                                                |
| Frank Diederen                                   | 1                                                | 350                                              | 13                                               | 26,92                                            | 111                                              | Willem Hummel                                    | 0                                                | 272                                              | 3                                                | 90,66                                            | 250                                              | 4                                                |
|                                                  |                                                  |                                                  |                                                  |                                                  |                                                  |                                                  |                                                  |                                                  |                                                  |                                                  |                                                  | 4                                                |
| Maurice Sangen                                   | 2                                                | 350                                              | 8                                                | 43,75                                            | 167                                              | René Bakker                                      | 1                                                | 350                                              | 5                                                | 70,00                                            | 191                                              | 4                                                |
| Theo Derksen                                     | 0                                                | 115                                              | 8                                                | 14,37                                            | 68                                               | Jurgen Toorneman                                 | 1                                                | 350                                              | 5                                                | 70,00                                            | 208                                              | 4                                                |
|                                                  |                                                  |                                                  |                                                  |                                                  |                                                  |                                                  |                                                  |                                                  |                                                  |                                                  |                                                  |                                                  |
|                                                  |                                                  |                                                  |                                                  |                                                  |                                                  |                                                  |                                                  |                                                  |                                                  |                                                  |                                                  |                                                  |
| Theo Zwarthoed                                   | 2                                                | 350                                              | 5                                                | 70,00                                            | 208                                              | Willem Hummel                                    | 2                                                | 350                                              | 5                                                | 70,00                                            | 149                                              | 5                                                |
| René Bakker                                      | 0                                                | 243                                              | 5                                                | 48,60                                            | 203                                              | Jurgen Toorneman                                 | 0                                                | 221                                              | 5                                                | 44,20                                            | 179                                              | 5                                                |
|                                                  |                                                  |                                                  |                                                  |                                                  |                                                  |                                                  |                                                  |                                                  |                                                  |                                                  |                                                  | 5                                                |
| Maurice Sangen                                   | 2                                                | 350                                              | 7                                                | 50,00                                            | 261                                              | Frank Diederen                                   | 2                                                | 350                                              | 7                                                | 50,00                                            | 131                                              | 5                                                |
| Daan Glissenaar                                  | 0                                                | 256                                              | 7                                                | 36,57                                            | 121                                              | Theo Derksen                                     | 0                                                | 224                                              | 7                                                | 32,00                                            | 114                                              | 5                                                |
|                                                  |                                                  |                                                  |                                                  |                                                  |                                                  |                                                  |                                                  |                                                  |                                                  |                                                  |                                                  |                                                  |
|                                                  |                                                  |                                                  |                                                  |                                                  |                                                  |                                                  |                                                  |                                                  |                                                  |                                                  |                                                  |                                                  |
| Willem Hummel                                    | 2                                                | 350                                              | 10                                               | 35,00                                            | 123                                              | Daan Glissenaar                                  | 2                                                | 350                                              | 3                                                | 116,66                                           | 319                                              | 6                                                |
| Maurice Sangen                                   | 0                                                | 168                                              | 10                                               | 16,80                                            | 137                                              | René Bakker                                      | 0                                                | 2                                                | 3                                                | 0,66                                             | 2                                                | 6                                                |
|                                                  |                                                  |                                                  |                                                  |                                                  |                                                  |                                                  |                                                  |                                                  |                                                  |                                                  |                                                  | 6                                                |
| Frank Diederen                                   | 2                                                | 350                                              | 3                                                | 116,66                                           | 231                                              | Theo Zwarthoed                                   | 2                                                | 350                                              | 6                                                | 58,33                                            | 108                                              | 6                                                |
| Jurgen Toorneman                                 | 0                                                | 339                                              | 3                                                | 113,00                                           | 325                                              | Theo Derksen                                     | 0                                                | 182                                              | 6                                                | 30,33                                            | 95                                               | 6                                                |
|                                                  |                                                  |                                                  |                                                  |                                                  |                                                  |                                                  |                                                  |                                                  |                                                  |                                                  |                                                  |                                                  |
|                                                  |                                                  |                                                  |                                                  |                                                  |                                                  |                                                  |                                                  |                                                  |                                                  |                                                  |                                                  |                                                  |
| Willem Hummel                                    | 2                                                | 350                                              | 9                                                | 38,88                                            | 135                                              | Theo Derksen                                     | 0                                                | 345                                              | 15                                               | 23,00                                            | 106                                              | 7                                                |
| René Bakker                                      | 0                                                | 213                                              | 9                                                | 23,66                                            | 170                                              | Daan Glissenaar                                  | 2                                                | 350                                              | 15                                               | 23,33                                            | 161                                              | 7                                                |
|                                                  |                                                  |                                                  |                                                  |                                                  |                                                  |                                                  |                                                  |                                                  |                                                  |                                                  |                                                  | 7                                                |
| Theo Zwarthoed                                   | 2                                                | 350                                              | 8                                                | 43,75                                            | 125                                              | Frank Diederen                                   | 2                                                | 350                                              | 4                                                | 87,50                                            | 258                                              | 7                                                |
| Jurgen Toorneman                                 | 0                                                | 68                                               | 8                                                | 8,50                                             | 24                                               | Maurice Sangen                                   | 0                                                | 155                                              | 4                                                | 38,75                                            | 120                                              | 7                                                |
|                                                  |                                                  |                                                  |                                                  |                                                  |                                                  |                                                  |                                                  |                                                  |                                                  |                                                  |                                                  |                                                  |

## Eindstand
| NK Libre klein Topklasse 2017-2018 - EINDSTAND | NK Libre klein Topklasse 2017-2018 - EINDSTAND | NK Libre klein Topklasse 2017-2018 - EINDSTAND | NK Libre klein Topklasse 2017-2018 - EINDSTAND | NK Libre klein Topklasse 2017-2018 - EINDSTAND | NK Libre klein Topklasse 2017-2018 - EINDSTAND | NK Libre klein Topklasse 2017-2018 - EINDSTAND | NK Libre klein Topklasse 2017-2018 - EINDSTAND | NK Libre klein Topklasse 2017-2018 - EINDSTAND |
| RANG                                           | SPELER                                         | GESP                                           | PP                                             | CAR                                            | BRT                                            | MOY                                            | PMOY                                           | HS                                             |
| ---------------------------------------------- | ---------------------------------------------- | ---------------------------------------------- | ---------------------------------------------- | ---------------------------------------------- | ---------------------------------------------- | ---------------------------------------------- | ---------------------------------------------- | ---------------------------------------------- |
| 1                                              | Theo Zwarthoed                                 | 7                                              | 12                                             | 2343                                           | 34                                             | 68,91                                          | 116,66                                         | 299                                            |
| 2                                              | Frank Diederen                                 | 7                                              | 11                                             | 2144                                           | 44                                             | 48,72                                          | 116,66                                         | 284                                            |
| 3                                              | Willem Hummel                                  | 7                                              | 8                                              | 1854                                           | 46                                             | 40,30                                          | 87,50                                          | 250                                            |
| 6                                              | Daan Glissenaar                                | 7                                              | 7                                              | 1820                                           | 54                                             | 33,70                                          | 116,66                                         | 319                                            |
| 4                                              | Maurice Sangen                                 | 7                                              | 6                                              | 1648                                           | 46                                             | 35,82                                          | 70,00                                          | 261                                            |
| 5                                              | Jurgen Toorneman                               | 7                                              | 5                                              | 1695                                           | 38                                             | 44,60                                          | 70,00                                          | 325                                            |
| 7                                              | Theo Derksen                                   | 7                                              | 4                                              | 1739                                           | 56                                             | 31,05                                          | 87,50                                          | 165                                            |
| 8                                              | René Bakker                                    | 7                                              | 3                                              | 1703                                           | 44                                             | 38,70                                          | 70,00                                          | 237                                            |
|                                                |                                                |                                                |                                                |                                                |                                                |                                                |                                                |                                                |

Alkmaar 1978-1979 · 
Alkmaar 1979-1980 · 
Heiloo 1980-1981 · 
Haarlem 1981-1982 · 
Alblasserdam 1982-1983 · 
Slagharen 1983-1984 · 
Haarlem 1984-1985 ·
Arnhem 1985-1986 · 
Alkmaar 1986-1987 · 
Alkmaar 1987-1988 · 
Tilburg 1988-1989 · 
Olst 1989-1990 · 
Bussum 1990-1991 · 
Olst 1991-1992 · 
Olst 1992-1993 ·  
Olst 1993-1994 · 
Olst 1994-1995 · 
Olst 1995-1996 · 
Alkmaar 1996-1997 · 
Olst 1997-1998 · 
Olst 1998-1999 ·
Olst 1999-2000 · 
Alkmaar 2000-2001 ·
Olst 2001-2002 · 
Olst 2002-2003 · 
Vollenhove 2003-2004 · 
Wintelre 2004-2005 ·
Lelystad 2005-2006 · 
Hippolytushoef 2006-2007 · 
Hoorn 2007-2008 · 
Oirschot 2008-2009 ·  
Deventer 2009-2010 ·
Mariënberg 2010-2011 ·
Maasdam 2011-2012 · 
Hattem 2012-2013 · 
Winschoten 2013-2014 · 
Wintelre 2014-2015 · 
Winschoten 2015-2016 · 
Oirschot 2016-2017 · 
Hoorn 2017-2018 · 
nnb 2018-2019 · 
nnb 2019-2020